# Sermão do Areópago

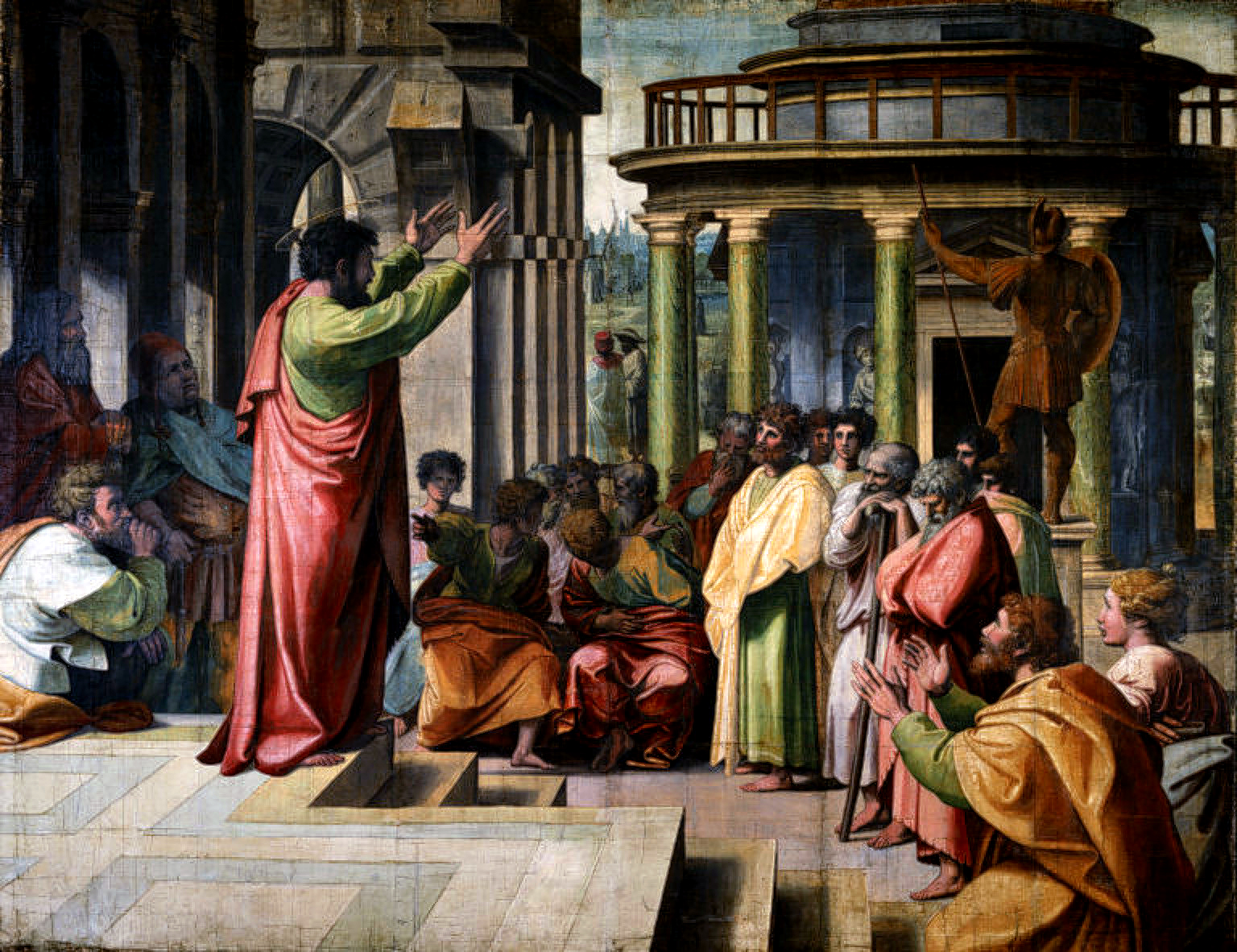
Apóstolo Paulo ministrando o Sermão de Areópago em Atenas, por Rafael, 1515.

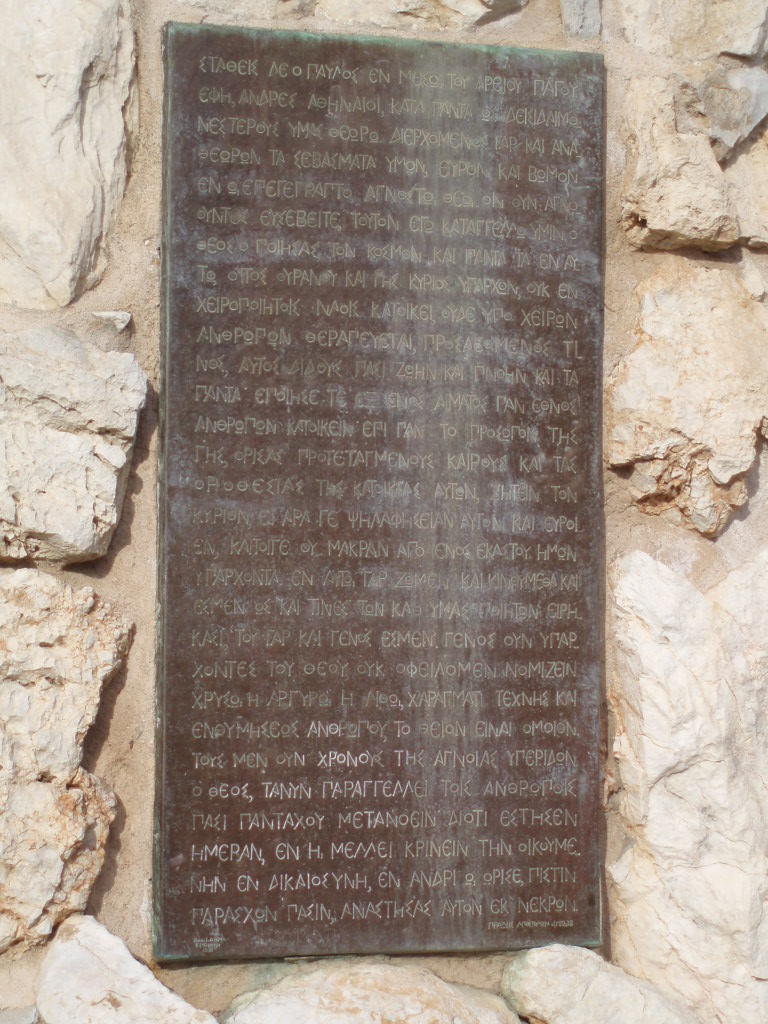
Placa gravada contendo o sermão do apóstolo Paulo, no Areópago, Atenas, Grécia.

O sermão do Areópago refere-se a um sermão proferido pelo apóstolo Paulo em Atenas, no Areópago, e narrado em Atos 17,16-34. O sermão de Areópago é o discurso mais dramático e completo da carreira missionária de Paulo e seguiu um discurso mais curto em Listra, registrado em Atos 14,15-17.

## História
Paulo havia encontrado conflito como resultado de sua pregação em Tessalônica e Bereia, no norte da Grécia, e foi levado para Atenas como um local seguro. Segundo os Atos dos Apóstolos, enquanto esperava seus companheiros Silas e Timóteo, Paulo ficou angustiado ao ver Atenas cheia de ídolos. O comentarista John Gill comentou:
sua alma estava perturbada e seu coração entristecido ... ele estava exasperado e provocado até o último grau: ele estava em um paroxismo; seu coração estava quente dentro dele; ele tinha um fogo ardente nos ossos e estava cansado de tolerar, e não podia ficar; seu zelo queria desabafar, e ele o deu.
Então Paulo foi à sinagoga e à Ágora ( em grego:  ἐν τῇ ἀγορᾷ , "no mercado" ) em várias ocasiões ('diariamente'), para pregar sobre a ressurreição de Jesus.
Alguns gregos o levaram a uma reunião no Areópago, o tribunal superior de Atenas, para se explicar. O Areópago literalmente significava o rochedo de Ares na cidade e era um centro de templos, instalações culturais e um tribunal superior. Robert Paul Seesengood acredita que pode ter sido ilegal pregar uma divindade estrangeira em Atenas, o que tornaria o sermão de Paulo uma combinação de uma "palestra de convidado" e um julgamento.
O sermão aborda cinco questões principais:
- Introdução: Discussão sobre a ignorância do culto pagão (versículos 23-24)
- O único Deus Criador sendo o objeto de adoração (25-26)
- O relacionamento de Deus com a humanidade (26-27)
- Ídolos de ouro, prata e pedra como objetos de adoração falsa (28-29)
- Conclusão: Hora de acabar com a ignorância (30-31)

Este sermão ilustra o início das tentativas de explicar a natureza de Cristo e um passo inicial no caminho que levou ao desenvolvimento da cristologia.
```
Paulo começa seu discurso enfatizando a necessidade de conhecer a Deus, em vez de adorar o 
desconhecido
: 
```

 Enquanto andava e olhava atentamente para seus objetos de adoração, até encontrei um altar com esta inscrição: A UM DEUS DESCONHECIDO. Portanto, você é ignorante daquilo que adora - e é isso que vou proclamar a você." 
 Paulo então explicou conceitos como a ressurreição dos mortos e a salvação, com efeito um prelúdio para as futuras discussões da cristologia.
Após o sermão, várias pessoas se tornaram seguidores de Paulo. Isso incluía uma mulher chamada Dâmaris e Dionísio, um membro do Areópago (que não deve ser confundido com Pseudo-Dionísio, o Areopagita ou Dionísio, o primeiro bispo de Paris).
No século XX, o Papa João Paulo II comparou a mídia moderna ao Novo Areópago, onde as idéias cristãs precisavam ser explicadas e defendidas de novo, contra a descrença e os ídolos do ouro e da prata.